# Мэдден, Бобби
Ро́берт Мэ́дден (англ. Robert Madden; родился 25 октября 1978), более известный как Бо́бби Мэ́дден (англ. Bobby Madden) — шотландский профессиональный футбольный судья, завершивший карьеру в 2023 году.

## Биография
Уроженец Ист-Килбрайда, в юности Бобби Мэдден был легкоатлетом. В 2002 году начал работать футбольным судьёй в Шотландской футбольной ассоциации. Принял решение стать футбольным судьёй, увидев объявление в газете. С 2008 года обслуживает матчи высшего дивизиона чемпионата Шотландии. В 2010 году стал арбитром ФИФА.
В октябре 2017 года обслуживал матчи юношеского чемпионата мира (до 17 лет), который прошёл в Индии. В 2017 и 2019 году обслуживал матчи чемпионатов Европы среди игроков до 21 года. С 2010 года обслуживает матчи квалификационных раундов Лиги чемпионов УЕФА, а с 2018 года — матчи группового этапа Лиги чемпионов.
Увлекается велоспортом.